# 다비트 포퍼

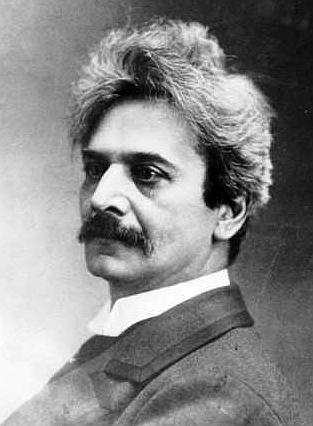

다비트 포퍼(David Popper, 1843년 6월 16일 ~ 1913년 8월 7일)는 보헤미안 첼리스트이자 작곡가였다.
포퍼는 프라하에서 태어나 프라하 음악원에서 음악을 공부했다.그는 1863년에 첫 여행을 했다. 독일에서 그는 궁정에서 그를 추천한 프란츠 리스트의 사위인 한스 폰 뷜로로부터 찬사를 받았다.
그는 1867년 빈에서 데뷔했으며 빈 국립 오페라 극장의 수석 첼리스트가 되었다. 1872년 그는 피아니스트 소피 멘터와 결혼했다. 1873년 포퍼는 아내와 함께 더 큰 규모의 투어를 계속하기 위해 서 사임하고 유럽 전역에서 콘서트를 열었다. 포퍼와 멘터의 결혼은 1886년에 끝났다.
그해 리스트는 부다페스트 음악원에 새로 문을 연 현악과의 교수직에 포퍼를 추천했다. 부다페스트에서 그는 후버이 예뇌와 함께 사중주에 참여했다. 그와 후바이는 브람스와 실내악을 연주했다.
포퍼는 5개의 협주곡, 3개의 첼로와 관현악을 위한 레퀴엠 (1891), 독주곡 타란텔라를 포함하여 오늘날에도 여전히 연주되는 여러 개의 작은 작품을 작곡하는 첼로 음악의 다작 작곡가였다. 그의 짧은 작품은 첼로의 독특한 소리와 스타일을 강조하기 위해 쓰여졌으며 그는 또한 교육용 작품을 썼다. 포퍼는 첼로 연습곡집 Op. 73으로 유명하다.